# Tyrrell 009
Der Tyrrell 009 war ein Formel-1-Rennwagen, der von Maurice Philippe, dem damaligen Chefdesigner der Tyrrell Racing Organisation, für die Saison 1979 entworfen wurde.
Der 009 wurde vom bewährten Ford-Cosworth-DFV-V8-Motor angetrieben und hatte sein Renndbüt beim ersten Rennen der Saison 1979 in Argentinien. Für die Fahrzeuge wurden die Franzosen Didier Pironi und Jean-Pierre Jarier als Fahrer gemeldet. Jarier, der zwei Rennen krankheitsbedingt pausieren musste, wurde beim Großen Preis von Deutschland vom Engländer Geoff Lees ersetzt. Beim Großen Preis von Österreich vertrat ihn der Ire Derek Daly.
Daly fuhr später ein drittes Auto bei den zwei letzten Rennen der Saison. In der Saison 1980 trat der 009 noch in den ersten beiden Rennen in Argentinien und Brasilien an und wurde dann durch den Tyrrell 010 ersetzt. Insgesamt wurden sieben Exemplare hergestellt, wobei für das letzte Fahrzeug kein Renneinsatz dokumentiert ist.

## Hintergrund
Tyrrell verlor für die Saison 1979 sein Elf-Aquitaine-Sponsoring und den Piloten Patrick Depailler an Ligier. Dadurch fehlte das Geld, um weiter in die Entwicklung einer aktiven Aufhängung zu investieren. Lotus hatte mit dem Lotus 79 in der Vorjahressaison den Weg zum Erfolg gezeigt und der 009 wurde mehrfach als „schamlose Kopie“ bezeichnet. Anfang 1979 war der Tyrrell 009 in den Startaufstellungen dasjenige Fahrzeug, dem man die Übernahme des Erfolgskonzepts von Lotus am deutlichsten ansah.

## Entwicklung

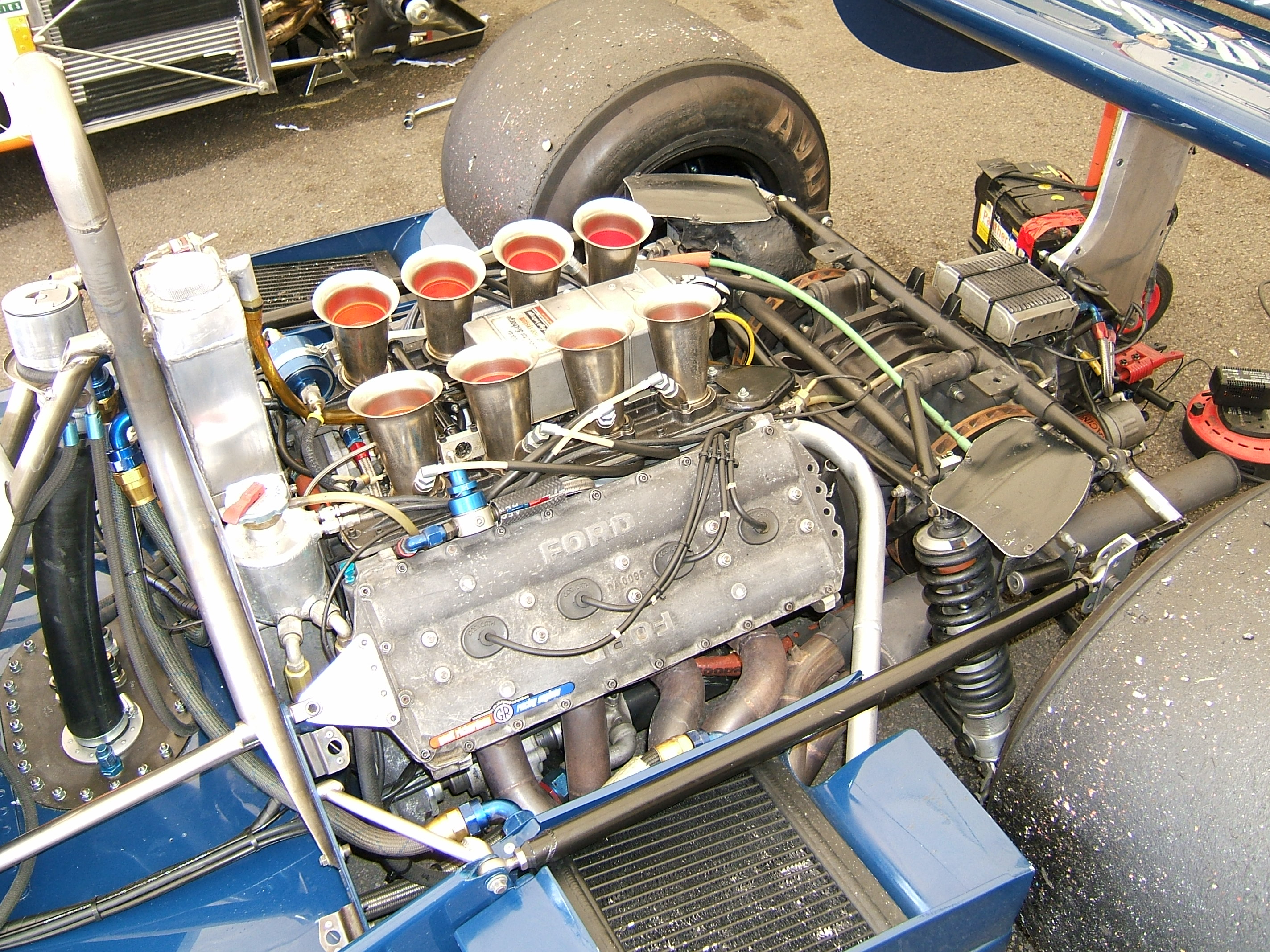
Der quasi unverändert vom Tyrrell 008 übernommene Cosworth DFV V8-Motor

Da das Team aus Geldmangel in der Entwicklung eines Monopostos mit aktiver Radaufhängung keine Fortschritte erzielen konnte, wurde das Prinzip des Ground-Effects für den 009 angewandt. Mit diesem Konzept, erstmals eingesetzt beim Lotus 78, hatte Colin Chapman eine echte Zäsur im Rennwagenbau eingeleitet.
Während die meisten Formel-1-Rennwagen Mitte der 1970er Jahre relativ schlank waren, erforderte die Ground-Effect-Bauweise sehr große, breite Seitenkästen, um die Unterbodenflügel aufzunehmen. Beim Vergleich des Vorgängermodells Tyrrell 008 mit dem 009 ist dieser Unterschied im Design ziemlich deutlich.
Rein „mechanisch“ hatte sich unter der breiten Karosserie nicht viel im Vergleich zum 008 geändert. Der Cosworth-DFV-Motor wurde direkt an einem Aluminium-Monocoque angeschraubt. Vorder- und Hinterräder waren an übereinanderliegenden Dreiecksquerlenkern aufgehängt.

## Lackierung und Sponsoring
Zu Beginn der Saison war das Auto in schlichtem Blau lackiert, nur „Tyrrell“ stand auf der Seite, und sofortiger Erfolg war erforderlich, um einen neuen Sponsor zu gewinnen. Der 4. Platz im zweiten Rennen und die Podiumsplatzierung (3.) im dritten Rennen waren vielversprechend und halfen Ken Tyrrell einen Sponsor zu gewinnen. Candy, ein italienischer Hausgerätehersteller, brachte dem Team für die nächsten 18 Monate 3 Millionen Dollar ein.

## Erfolge
Während der Saison 1979 erzielte der 009 vier Mal den dritten Platz im Rennen (mit Pironi in Belgien und USA-Ost sowie mit Jarier in Großbritannien und Südafrika). Das beste Qualifying war Jariers vierter Platz in Argentinien.
| Jahr | Team                              | Motor           | Reifen | Fahrer             | Rennen | Rennen | Rennen | Rennen | Rennen | Rennen | Rennen | Rennen | Rennen | Rennen | Rennen | Rennen | Rennen | Rennen | Rennen | Punkte | WM-Rang |
| ---- | --------------------------------- | --------------- | ------ | ------------------ | ------ | ------ | ------ | ------ | ------ | ------ | ------ | ------ | ------ | ------ | ------ | ------ | ------ | ------ | ------ | ------ | ------- |
| 1979 | Tyrrell Racing Candy Team Tyrrell | Cosworth DFV V8 | G      |                    |        |        |        |        |        |        |        |        |        |        |        |        |        |        |        | 28     | 5.      |
| 1979 | Tyrrell Racing Candy Team Tyrrell | Cosworth DFV V8 | G      | Didier Pironi      | DNF    | 4      | DNF    | DSQ    | 6      | 3      | DNF    | DNF    | 10     | 9      | 7      | DNF    | 10     | 5      | 3      | 28     | 5.      |
| 1979 | Tyrrell Racing Candy Team Tyrrell | Cosworth DFV V8 | G      | Jean-Pierre Jarier | DNF    | DNF    | 3      | 6      | 5      | 11     | DNF    | 5      | 3      |        |        | DNF    | 6      | DNF    | DNF    | 28     | 5.      |
| 1979 | Tyrrell Racing Candy Team Tyrrell | Cosworth DFV V8 | G      | Geoff Lees         |        |        |        |        |        |        |        |        |        | 7      |        |        |        |        |        | 28     | 5.      |
| 1979 | Tyrrell Racing Candy Team Tyrrell | Cosworth DFV V8 | G      | Derek Daly         |        |        |        |        |        |        |        |        |        |        | 8      |        |        | DNF    | DNF    | 28     | 5.      |
| 1980 | Candy Team Tyrrell                | Cosworth DFV V8 | G      |                    |        |        |        |        |        |        |        |        |        |        |        |        |        |        |        | 12*    | 6.      |
| 1980 | Candy Team Tyrrell                | Cosworth DFV V8 | G      | Jean-Pierre Jarier | DNF    | 12     |        |        |        |        |        |        |        |        |        |        |        |        |        | 12*    | 6.      |
| 1980 | Candy Team Tyrrell                | Cosworth DFV V8 | G      | Derek Daly         | 4      | 14     |        |        |        |        |        |        |        |        |        |        |        |        |        | 12*    | 6.      |

* 9 Punkte wurden mit dem Nachfolge-Modell Tyrrell 010 erzielt
Quellen:
| Legende  | Legende            | Legende                                                          |
| Farbe    | Abkürzung          | Bedeutung                                                        |
| -------- | ------------------ | ---------------------------------------------------------------- |
| Gold     | –                  | Sieg                                                             |
| Silber   | –                  | 2. Platz                                                         |
| Bronze   | –                  | 3. Platz                                                         |
| Grün     | –                  | Platzierung in den Punkten                                       |
| Blau     | –                  | Klassifiziert außerhalb der Punkteränge                          |
| Violett  | DNF                | Rennen nicht beendet (did not finish)                            |
| Violett  | NC                 | nicht klassifiziert (not classified)                             |
| Rot      | DNQ                | nicht qualifiziert (did not qualify)                             |
| Rot      | DNPQ               | in Vorqualifikation gescheitert (did not pre-qualify)            |
| Schwarz  | DSQ                | disqualifiziert (disqualified)                                   |
| Weiß     | DNS                | nicht am Start (did not start)                                   |
| Weiß     | WD                 | zurückgezogen (withdrawn)                                        |
| Hellblau | PO                 | nur am Training teilgenommen (practiced only)                    |
| Hellblau | TD                 | Freitags-Testfahrer (test driver)                                |
| ohne     | DNP                | nicht am Training teilgenommen (did not practice)                |
| ohne     | INJ                | verletzt oder krank (injured)                                    |
| ohne     | EX                 | ausgeschlossen (excluded)                                        |
| ohne     | DNA                | nicht erschienen (did not arrive)                                |
| ohne     | C                  | Rennen abgesagt (cancelled)                                      |
| ohne     | keine WM-Teilnahme |                                                                  |
| sonstige | P/fett             | Pole-Position                                                    |
| sonstige | 1/2/3/4/5/6/7/8    | Punktplatzierung im Sprint-/Qualifikationsrennen                 |
| sonstige | SR/kursiv          | Schnellste Rennrunde                                             |
| sonstige | *                  | nicht im Ziel, aufgrund der zurückgelegten Distanz aber gewertet |
| sonstige | ()                 | Streichresultate                                                 |
| sonstige | unterstrichen      | Führender in der Gesamtwertung                                   |

## Historie der Fahrzeuge
Insgesamt wurden vom Tyrrell 009 sieben Exemplare hergestellt, wobei für das letzte Fahrzeug kein Renneinsatz dokumentiert ist.
| Chassis-Nr. | GP-Einsätze | Erstes Rennen                          | Aktueller Status                                                               |
| ----------- | ----------- | -------------------------------------- | ------------------------------------------------------------------------------ |
| #009/1      | 6           | GP von Argentinien (21. Januar 1979)   | seit 2018 in Frankreich, eventuell ein zusätzlicher Start bei historischem GP. |
| #009/2      | 2           | GP von Argentinien (21. Januar 1979)   | „abgeschrieben“ in Kyalami (RSA) nach Unfall zerstört.                         |
| #009/3      | 15          | GP von Süd Afrika (3. März 1979)       | seit 2017 in Australien.                                                       |
| #009/4      | 1           | GP von Monaco (27. Mai 1979)           | Nach Unfall in Monaco nicht mehr eingesetzt.                                   |
| #009/5      | 2           | GP von Kanada (30. September 1979)     | Keine aktuellen Informationen.                                                 |
| #009/6      | 9           | GP von Großbritannien (14. Juli 1979)  | Seit 2019 in den USA.                                                          |
| #009/7      | –           | Kein Renneinsatz dokumentiert (T-Car?) | Seit 2018 in den USA.                                                          |

Anmerkung: Die Einzelnachweise in der Rubrik „Aktueller Status“ liefern detaillierte, weiterführende Daten.

## Technische Daten
| Kenngrößen                | Tyrrell 009 (1979)                                       |
| ------------------------- | -------------------------------------------------------- |
| Motor                     | Ford Cosworth DFV 90° V8 (Mittelmotor / längs eingebaut) |
| Kühlung                   | Wasser                                                   |
| Hubraum                   | 2993 cm³                                                 |
| Bohrung × Hub             | 85,7 mm (3,4 in) / 64,8 mm (2,6 in)                      |
| Kompression               | 11,5:1                                                   |
| Gemischaufbereitung       | mechanische, unterdruckgesteuerte Einspritzung von Lucas |
| Leistung                  | 485 PS (362 kW) bei 10.600/min                           |
| Maximales Drehmoment      | 343 Nm bei 9.500/min                                     |
| Schmierung                | Trockensumpf                                             |
| Kraftübertragung          | 5-Gang-Getriebe                                          |
| Lenkung                   | k. A.                                                    |
| Radaufhängung vorn        | Doppelquerlenker                                         |
| Radaufhängung hinten      | Doppelquerlenker                                         |
| Bremsen                   | Scheibenbremsen, innenbelüftet                           |
| Spurweite vorn/hinten     | 1702 / 1613 mm                                           |
| Radstand                  | 2794 mm                                                  |
| Reifengröße vorn / hinten | k. A. / k. A.                                            |
| Reifenfabrikat            | Goodyear                                                 |
| Länge × Breite × Höhe     | k. A. × k. A. × k. A.                                    |
| Trockengewicht            | 592 kg                                                   |
| Leistungsgewicht          | 0.820 PS·kg−1                                            |
| Höchstgeschwindigkeit     | k. A.                                                    |

## Galerie

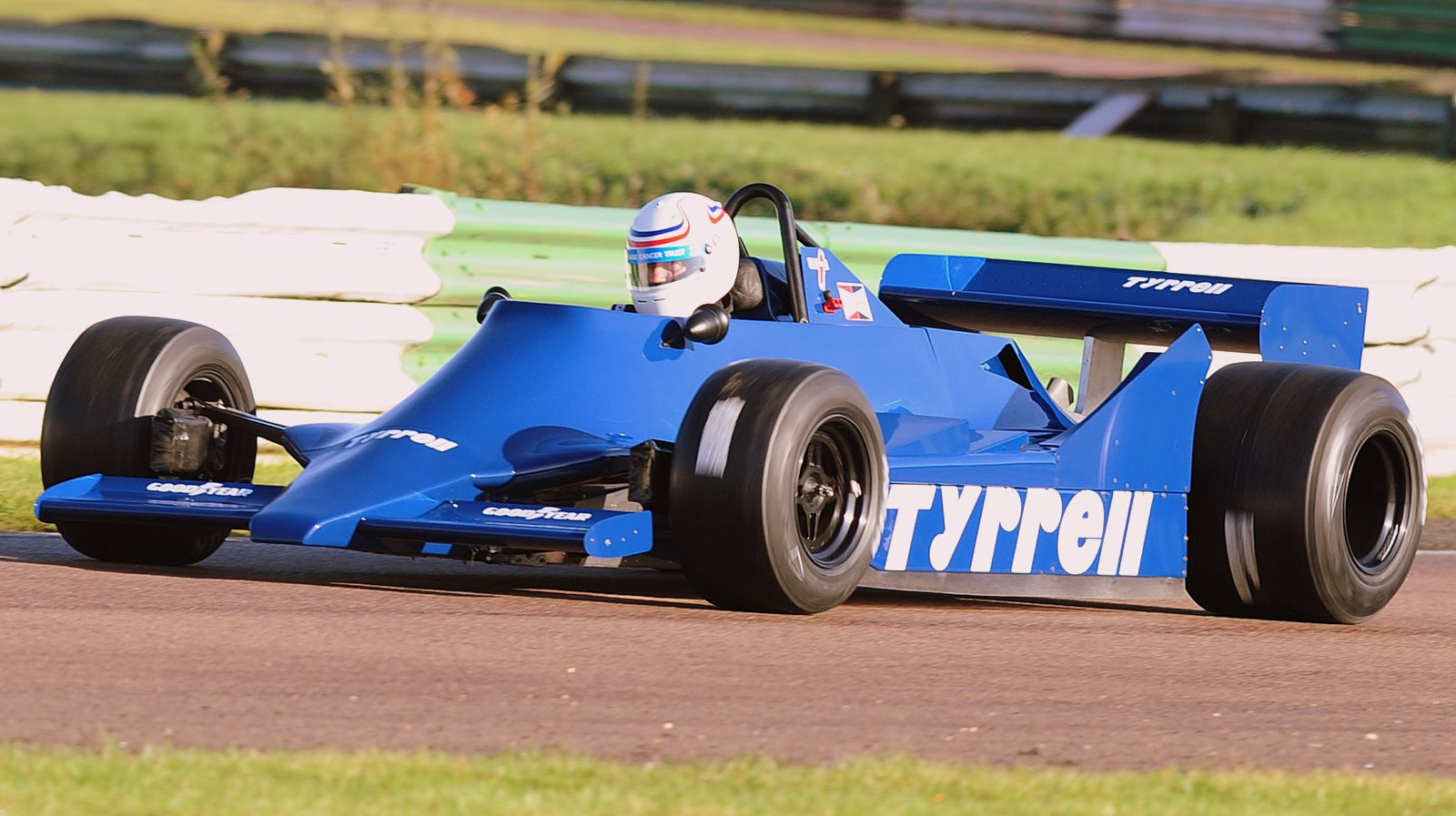
Der Tyrrell 009 in der frühen Lackierung (ohne Sponsoring)
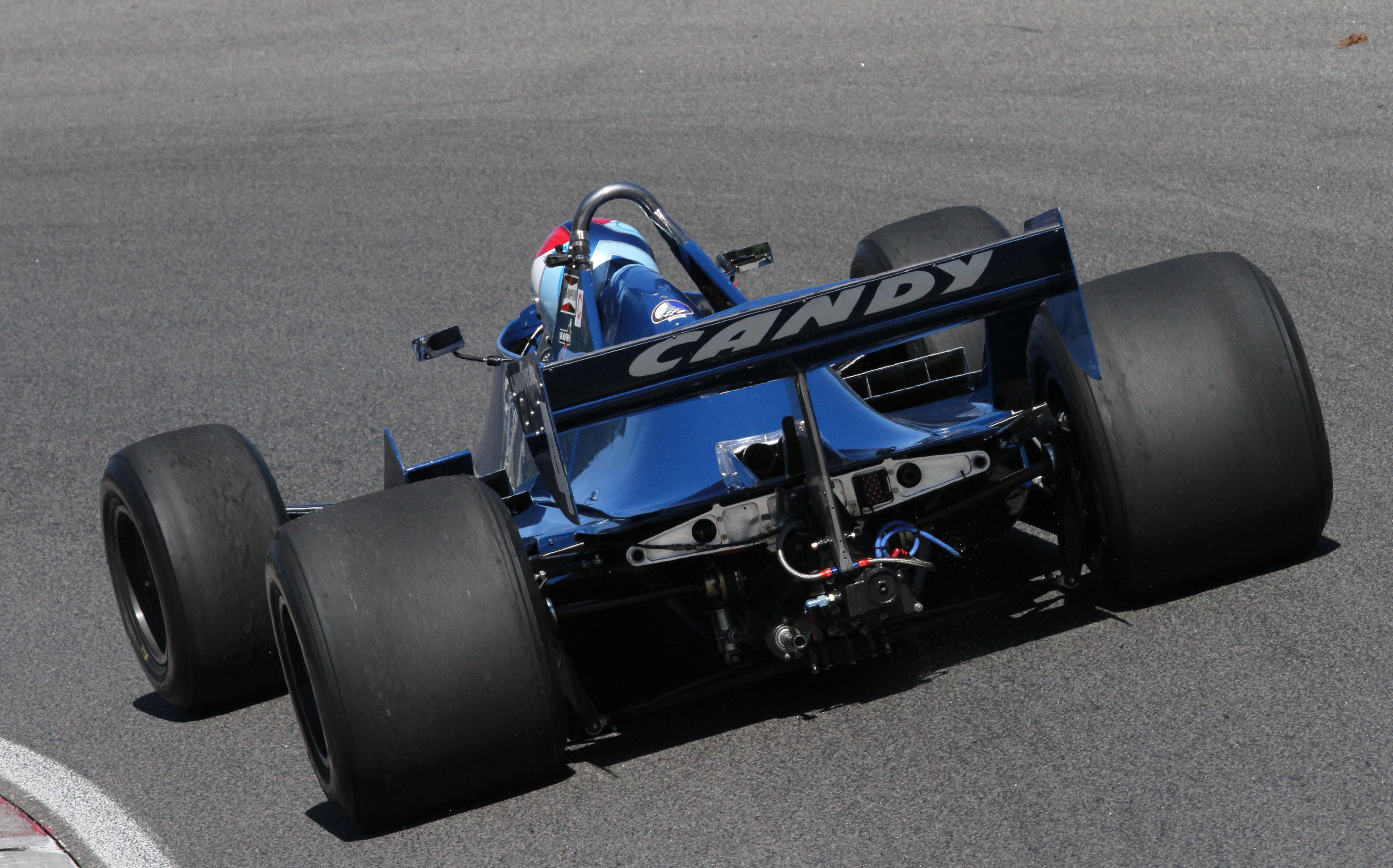
Der Tyrrell 009 Heckansicht mit den Doppelquerlenkern
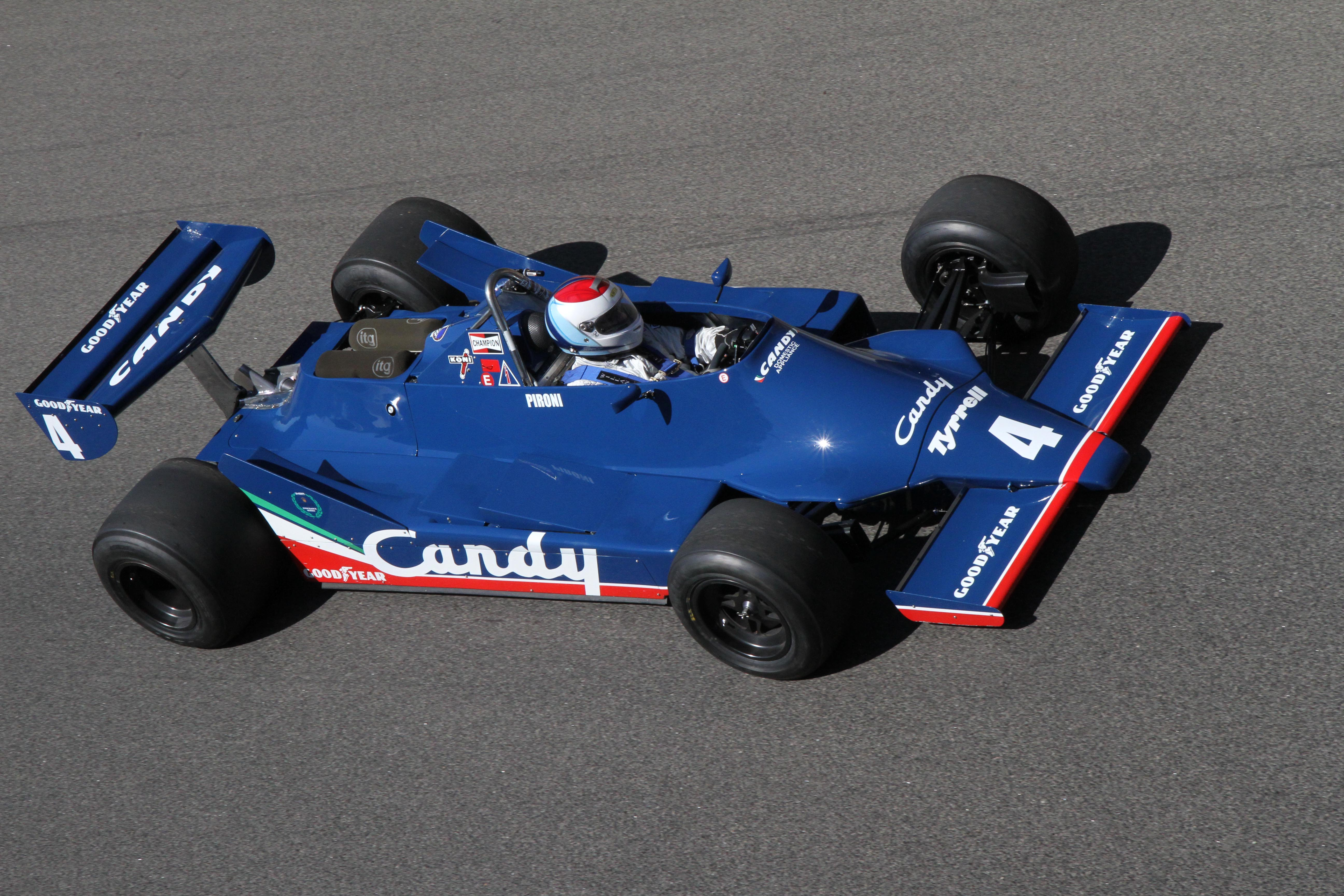
Deutlich sichtbar die breite Bauweise der Ground-Effect-Cars
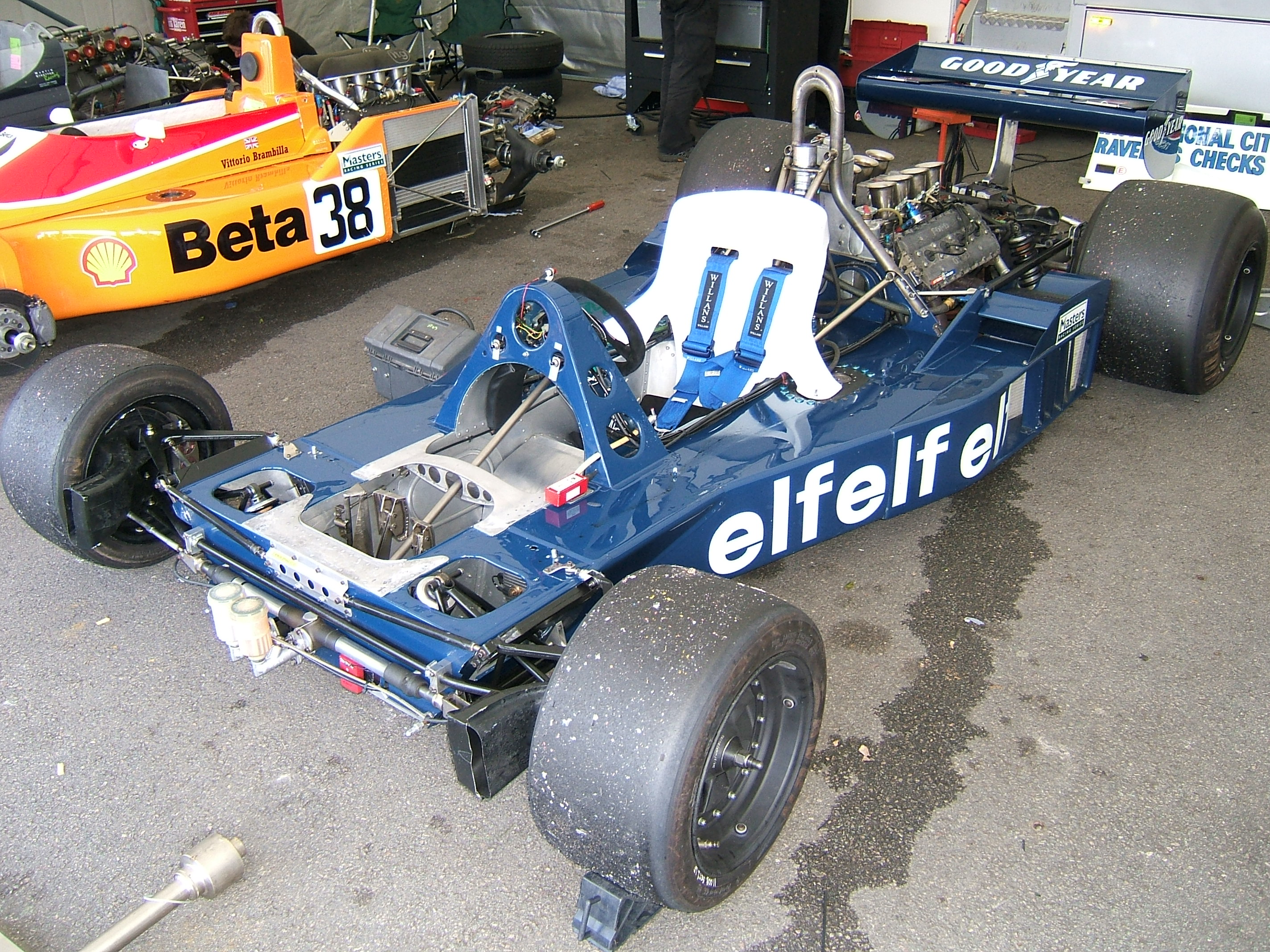
Zum Vergleich: der deutlich schmalere Vorgänger 008 (ohne Ground-Effect-Bauweise)
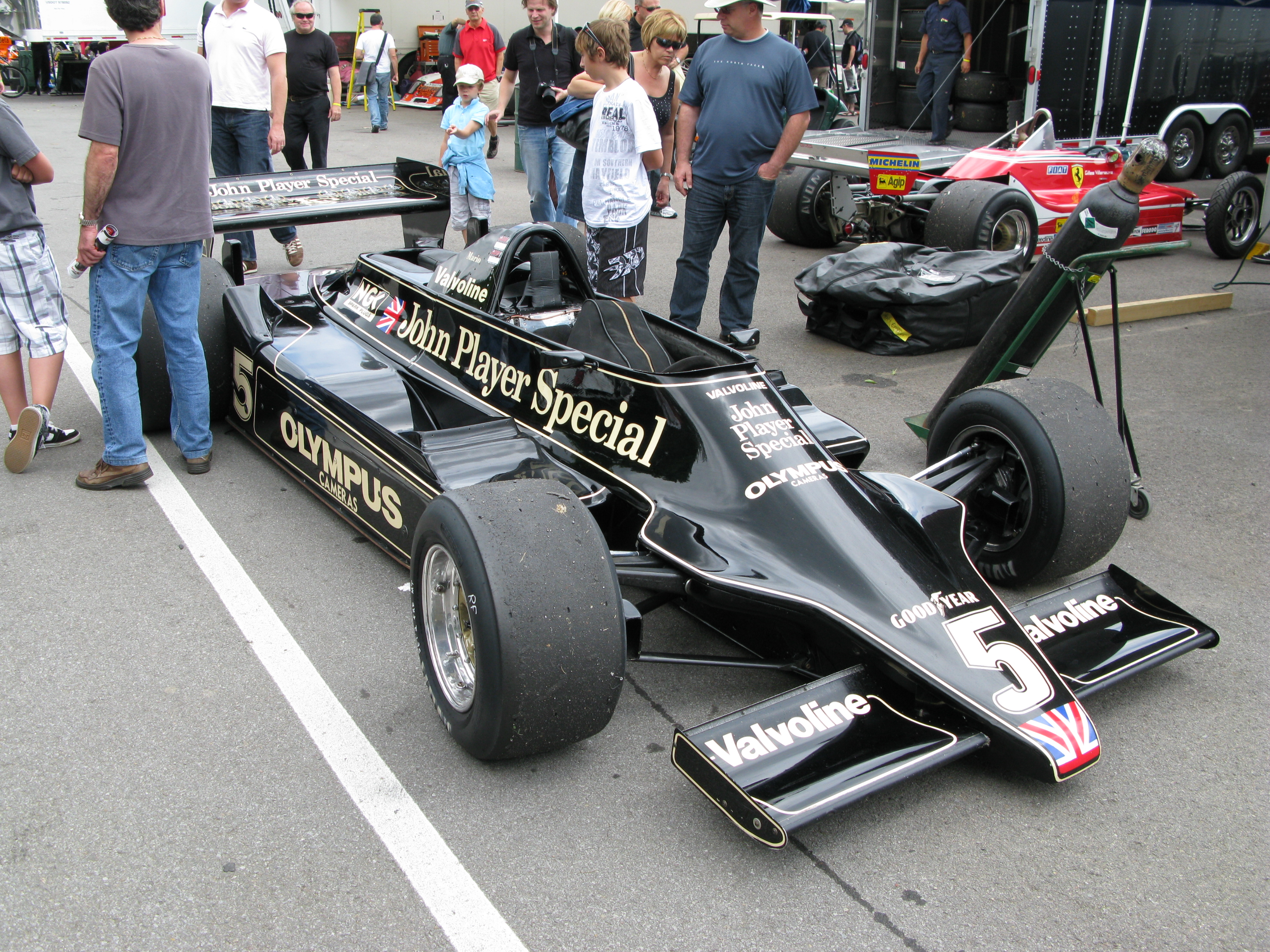
Zum Vergleich: der Lotus 79, der als Blaupause für den 009 (und viele andere Fahrzeuge der Saison 1979 diente).